# Четиридесет и девети конгрес на Македонската патриотична организация
Четиридесет и деветият конгрес на Македонските патриотични организации (МПО) се провежда от 5 до 7 септември 1970 година в Детройт, Мичиган, САЩ. 
Младежките секции на МПО избират за председател на координативния им съвет Лойд Луис, син на Цвета и Христо Танекеви. Един от подпредседателите е Енди Пандев, също от Торонто. МПО изпраща изложение до Европейската икономическа организация (ЕИО) за неспазването на правата на българите в Южна Македония. ЕИО критикува Гърция заради неспазването на правата на политическите затворници през 1969 година.